# Mark Brunswick
Pour les articles homonymes, voir Brunswick.
Mark Brunswick (né à New York le 6 janvier 1902 - décédé le 26 mai 1971 à Londres) est un compositeur américain du XXe siècle.

## Biographie
Mark Brunswick est le troisième de quatre enfants de parents juifs laïques. Son père, issu d'une famille alsacienne, était un fabricant ayant réussi dans l'industrie du vêtement. Sa mère était une femme instruite, né en Allemagne, ayant reçu une formation de chanteuse d'opéra, qui a encouragé les goûts artistiques de son fils et lui a donné une éducation qui sortait du conventionnel.
Mark a fréquenté la Horace Mann School (en) à New York, et plus tard la Phillips Exeter Academy dans le New Hampshire. Bien qu'il ait pris quelques cours à de l'Université Columbia, il n'a jamais formellement acquis un diplôme d'études. À l'âge de 15 ans, il a décidé de faire une carrière de compositeur et de théoricien. Il a suivi une formation musicale privée: piano avec Victor Wittgenstein, harmonie, contrepoint et fugue avec Rubin Goldmark (lui-même élève de Dvořák), et composition avec Ernest Bloch à Cleveland (où il a rencontré son camarade Roger Sessions, avec qui il a entretenu une amitié pendant toute sa vie), et Nadia Boulanger à Paris.
En 1924, Brunswick est allé à Vienne. Là, il est tombé amoureux de Ruth Mack, une étudiante, suivant une analyse (depuis 1922), et collaboratrice de Sigmund Freud, et mariée à l'époque avec le Dr Herman Blumgart, un cousin de Marc. Encore adolescent, Brunswick avait effectivement été invité à leur mariage en 1917. Ce mariage était maintenant en sérieuse difficulté, cependant, et en 1928, Mark et Ruth se sont mariés à Vienne. Freud a servi de témoin - l'un des rares mariages auxquels il a assisté.
Le couple est retourné brièvement aux États-Unis de sorte que leur fille, Matilda (Til) est née là-bas, puis il est revenu peu de temps après la naissance à Vienne. Bien qu'il soit abusif de considérer que le couple était intégré dans les milieux analytiques freudiens, Mark, Ruth et leur fille Til étaient des amis proches de Freud, et le fréquentait régulièrement. Les films d'amateur tournés à la maison de Brunswick où figure Freud, sont maintenant conservés dans les archives du Musée Freud à Londres. Pendant ses années à Vienne - inspiré sans doute par la propre collection de Freud - Brunswick a commencé à acquérir des antiquités et de vieux livres rares.
Ses premiers contacts musicaux à Vienne ont probablement été avec Anton Webern. Qu'il ait été réellement un étudiant de Webern n'est pas clair. On ne connait pas quelles sont les autres amitiés musicales ou contacts qu'il a pu avoir.
En 1937, Mark et Ruth ont divorcé à Vienne, mais - contre l'avis de Freud - se sont remariés six mois plus tard. À la fin de cette année, Mark est revenu seul à New York. Ruth, Til, la mère de Mark et le chien de la famille a suivi ce chemin l'année suivante en mars 1938.
À l'automne 1938, avec le fascisme sinistrement ascendant en Allemagne et en Autriche, Brunswick est devenu président de la commission de placement pour les musiciens allemands et autrichiens, qui à la mi 1939, a été intégrée au Service national des réfugiés (en) nouvellement formé sous le nom de Comité national pour les Musiciens réfugiés. En tant que président, Brunswick a joué un rôle crucial dans la recherche de placement dans des postes en relation avec la musique ou des postes universitaires aux États-Unis pour des centaines de collègues européens fuyant Hitler. En cette qualité, il a eu une correspondance assez régulière avec Schoenberg, qui vivait maintenant en Californie du Sud. Aucune mention est faite dans les lettres existantes de tout contact précédent, et en fait, Schoenberg avait déménagé à Berlin en 1924, l'année où Brunswick est arrivé à Vienne.
Avant sa nomination en tant que Président du Département de musique au City College of New York en 1946, Brunswick a enseigné la théorie de la musique et a dirigé le département de composition au Greenwich House Settlement Music School (1938-1943). Il a également enseigné au Black Mountain College en Caroline du Nord (été 1944), à l'Institut de Musique du Kenyon College (été 1945), et au Brooklyn College (1945-1946). En plus de son enseignement, Brunswick - avec Roger Sessions et Eduard Steuermann - a été actif dans l'organisation de concerts de musique moderne sous le nom de « Concerts contemporains ». De 1941 à 1950, il a été président de la section américaine de la Société internationale pour la musique contemporaine.
Mark et Ruth divorcent définitivement en 1945, et Mark est marié pendant plusieurs années avec une ancienne élève de Black Mountain. En 1960, il a épousé Natascha Artin Brunswick, avec qui il passe le reste de sa vie. Il a déménagé de son appartement de Manhattan à la maison de Natascha à Princeton, NJ, où il a repris son amitié longue et intime avec Roger Sessions, puis à la faculté de Princeton. Mark et Natascha ont passé chaque été dans la cabane en rondins que Mark avait acheté sur une petite île à Franklin Falls Pond (une section de la rivière Saranac) dans les monts Adirondacks de New York.
Durant son mandat de président du City College of New York (il a pris sa retraite en 1965), Brunswick a été un farouche et actif défenseur de la liberté académique face à l'hystérie maccarthyste du début des années 1950. En avril 1954, à l'occasion de la «Semaine pour la Liberté académique » au City College, Brunswick a reçu un prix comme « membre du corps professoral qui a fait le plus pour promouvoir et sauvegarder la liberté académique ».
Une lettre d'appréciation d'un étudiant du Smith College qui avait fréquenté une de ses classes, résume le style d'enseignement informel et sensible que pratiquait Brunswick: « Vous avez créé une atmosphère qui était peu usuelle au Smith et dans laquelle le professeur était intéressé dans les idées et les sentiments des élèves, plutôt que par la simple mise en forme cohérente de faits objectifs et froids. Il est facile de comprendre que vôtre enseignement était une véritable relation donnant-donnant avec vos élèves considérés comme des personnes ». Brunswick a lui-même commenté son enseignement, «Dans ce dernier, je peux me perdre, et en même temps être rafraîchi par le contact avec les étudiants et leurs œuvres pour mon propre travail de création et pour l'ensemble mon rapport à la musique ».
Mark Brunswick n'a pas été un compositeur prolifique. En fait, il trouvait que composer était difficile, et même se plaignait d'être bloqué de façon créative. « Dans ce monde musical d'aujourd'hui, avec ses tendances et influences contradictoires et incertaines, la réalisation et le maintien de la vraie individualité et la pureté de la pensée musicale exigera toujours une intensité d'effort et d'imagination qui ne peut jamais être facile », a-t-il écrit.
Mark Brunswick est décédé le 26 mai 1971 d'un infarctus du myocarde au St Mary's Hospital de la Cité de Westminster.

## Œuvres

### Musique orchestrale
- Symphonie en si bémol (1948)
- Air with Toccata pour orchestre à cordes (1967)
- Nocturne and Rondo pour orchestre

### Musique de chambre
- Fantasia pour alto solo (1933)
- 2 Mouvements pour quatuor à cordes (1937)
- Seven Trios pour quatuor à cordes (1955)
- Septet in Seven Movements pour flûte, hautbois, clarinette, basson, cor, alto et violoncelle (1957)
- Quatuor pour violon, alto, violoncelle et contrebasse (1960)

### Piano
- Six Bagatelles pour piano solo (1958)

### Orgue
- Das alte Jahr vergangen ist, Prélude choral pour orgue (1933)

### Musique vocale
- Fragment of Sappho, Motet pour chœur mixte a cappella (1937)
- Four Songs pour ténor et piano (1964)

## Source de la traduction
- (en) Cet article est partiellement ou en totalité issu de l’article de Wikipédia en anglais intitulé « Mark Brunswick » (voir la liste des auteurs).